# Udarni odmerek
Udarni odmerek (tudi polnilni odmerek, angl. loading dose) je povečan odmerek oziroma doza zdravila, s katerim se ob začetku zdravljenja hitro doseže želena koncentracija zdravila v organizmu. Naslednji manjši odmerki, ki omogočajo vzdrževanje za zdravilo značilnega učinka, pa so vzdrževalni odmerki.
Udarni odmerki so najbolj uporabni pri zdravilih, ki se iz telesa izločajo relativno počasi in imajo posledično dolgo razpolovno dobo. Po udarnem odmerku so nato za taka zdravila potrebni relativno nizki vzdrževalni odmerki, ki omogočajo, da koncentracija učinkovine v organizmu ostaja znotraj terapevtskega območja. Če zdravilo ne bi bilo na začetku aplicirano v udarnem odmerku, bi bil potreben tudi znatno daljši čas, da bi ravni učinkovine v organizmu dosegle ustrezno visoko vrednost, ki omogoča izražanje zdravilnih učinkov.
Primeri učinkovin, ki se lahko dajejo z začetnim udarnim odmerkom, so: digoksin, teikoplanin, vorikonazol, prokainamid.